# Servicio Nacional de la Mujer y la Equidad de Género (Chile)
El Servicio Nacional de la Mujer y la Equidad de Género (también conocido por su acrónimo, SernamEG) es un servicio público chileno, funcionalmente descentralizado, dotado de personalidad jurídica y de patrimonio propio, que se relaciona con el presidente de la República por intermedio del Ministerio de la Mujer y la Equidad de Género, encargado de ejecutar las políticas, planes y programas que le encomiende el dicha repartición.
Tiene su domicilio y sede en Santiago, y posee direcciones regionales en el territorio nacional. La dirección superior, técnica y administrativa está a cargo de la directora del Servicio Nacional de la Mujer y la Equidad de Género.

## Historia
El Servicio Nacional de la Mujer (Sernam) fue creado mediante la ley 19.023, promulgada el 26 de diciembre de 1990 por el presidente Patricio Aylwin, y publicada en el Diario Oficial, el 3 de enero de 1991, reemplazando a la Secretaría Nacional de la Mujer, creada en 1972 por el presidente Salvador Allende y transformada en organismo propagandístico por la dictadura militar del general Augusto Pinochet. Al director nacional del Sernam se le confirió el rango legal de ministro de Estado a fin de que pudiera participar en la reuniones de gabinete del presidente. El Sernam se relacionaba con el presidente de la República por intermedio del Ministerio de Planificación y Cooperación, el cual se transformó en 2011 en el Ministerio de Desarrollo Social.
En junio de 2016, tras la creación y entrada en funcionamiento del Ministerio de la Mujer y la Equidad de Género, pasó a denominarse a Servicio Nacional de la Mujer y la Equidad de Género (SernamEG). A partir de esa fecha, el director Nacional del Servicio dejó de poseer el rango legal de Ministro de Estado, y el Servicio pasó a relacionarse con el presidente por intermedio del Ministerio de la Mujer y la Equidad de Género.
El 15 de junio de 2016, Laura Echeverría Correa y María Luisa España Le-feuvre fueron nombradas como directora y subdirectora del servicio, respectivamente, en calidad de transitorio y provisorio (TyP).

## Funciones y atribuciones
El Servicio Nacional de la Mujer y la Equidad de Género, en especial, le corresponden las siguientes funciones y atribuciones:
- Implementar políticas, planes y programas con pertinencia cultural, orientados a la equidad de género, a la igualdad de derechos y a procurar eliminar toda forma de discriminación arbitraria contra las mujeres, incluido el Plan Nacional de Igualdad entre hombres y mujeres.
- Ejecutar programas que fomenten el desarrollo integral de las mujeres y la equidad de género en los distintos ámbitos de la vida nacional.
- Ejecutar programas que velen por la plena participación de las mujeres en la vida laboral, social, económica y cultural del país, y en los cargos de elección popular y funciones públicas, como asimismo, aquellos que promuevan el desarrollo y autonomía de las mujeres. A su vez, el Servicio debe ejecutar medidas que promuevan la protección de la maternidad, reconociendo la diversidad de las mujeres y sus diferentes opciones de vida.
- Ejecutar programas destinados a prevenir, erradicar y sancionar la violencia contra las mujeres e intrafamiliar.
- Ejecutar medidas que promuevan el reconocimiento y respeto de las mujeres y de la equidad de género en los distintos ámbitos de la vida nacional.
- Coordinar con los distintos servicios y organismos públicos la ejecución de las políticas, planes y programas relativos a la equidad de género y a procurar eliminar toda forma de discriminación arbitraria contra las mujeres.
- Celebrar convenios con organismos públicos y privados, tanto nacionales como internacionales, para el cumplimiento de las funciones y atribuciones del servicio.
- Solicitar a los órganos de la Administración del Estado la información y antecedentes que estime necesarios, relacionados con materias propias de sus respectivas esferas de competencia, que el director Nacional requiera para el cumplimiento de sus funciones.
- Administrar el Fondo para la Equidad de Género.[a]
- Ejecutar medidas que promuevan la dignificación del trabajo doméstico, en el marco de la corresponsabilidad entre hombres y mujeres.
- Ejecutar medidas en favor de las mujeres que reconozcan y resguarden la multiculturalidad y las identidades étnicas, respetando sus propias visiones, prácticas, necesidades y creencias, en armonía con los derechos humanos.
- Desempeñar las demás funciones y atribuciones que le encomiende la ley.

## Organización

### Dirección nacional
La dirección superior, técnica y administrativa del Servicio Nacional de la Mujer y la Equidad de Género está a cargo del Director del Servicio Nacional de la Mujer y la Equidad de Género. Hasta mayo de 2016, este cargo se denominaba "Director del Servicio Nacional de la Mujer", y tenía rango legal de ministro de Estado, lo cual se vio modificado tras la creación del Ministerio de la Mujer y la Equidad de Género.
Para el cumplimiento de sus funciones el director nacional cuenta con la colaboración de un Subdirector que desempeña, además, las funciones propias que se le asignen y las que le sean delegadas. El subdirector subroga al director nacional cuando por vacancia, ausencia u otra causa se encuentre impedido de desempeñar el cargo.

### Direcciones regionales
En cada una de las regiones en que se divide el territorio de la República, existe una Dirección Regional del Servicio Nacional de la Mujer y la Equidad de Género, con sede en la ciudad capital de la respectiva región. Actualmente hay 16 direcciones regionales.
Las direcciones regionales deben colaborar con los respectivos delegados presidenciales regionales en todas las materias propias de la competencia del Servicio que deban resolverse en el ámbito regional.

## Autoridades
Aunque institucionalmente no existe una normativa de obligatoriedad de género, a la fecha el Servicio ha sido dirigido únicamente por mujeres.

### Sernam (1991-2016)

#### Ministras-directoras
| N.º | Ministra-directora | Ministra-directora        | Partido | Inicio                | Final                 | Presidente/a | Presidente/a               |
| --- | ------------------ | ------------------------- | ------- | --------------------- | --------------------- | ------------ | -------------------------- |
| 1   |                    | Soledad Alvear Valenzuela | PDC     | 3 de enero de 1991    | 11 de marzo de 1994   |              | Patricio Aylwin Azócar     |
| 2   |                    | Josefina Bilbao Mendezona | Ind.    | 11 de marzo de 1994   | 11 de marzo de 2000   |              | Eduardo Frei Ruiz-Tagle    |
| 3   |                    | Adriana Delpiano Puelma   | PPD     | 11 de marzo de 2000   | 3 de marzo de 2003    |              | Ricardo Lagos Escobar      |
| 4   |                    | Cecilia Pérez Díaz        | Ind.    | 3 de marzo de 2003    | 11 de marzo de 2006   |              | Ricardo Lagos Escobar      |
| 5   |                    | Laura Albornoz Pollmann   | PDC     | 11 de marzo de 2006   | 19 de octubre de 2009 |              | Michelle Bachelet Jeria    |
| 6   |                    | Carmen Andrade Lara       | PS      | 20 de octubre de 2009 | 11 de marzo de 2010   |              | Michelle Bachelet Jeria    |
| 7   |                    | Carolina Schmidt Zaldívar | Ind.    | 11 de marzo de 2010   | 22 de abril de 2013   |              | Sebastián Piñera Echenique |
| 8   |                    | Loreto Seguel King        | UDI     | 22 de abril de 2013   | 11 de marzo de 2014   |              | Sebastián Piñera Echenique |
| 9   |                    | Claudia Pascual Grau      | PCCh    | 11 de marzo de 2014   | 3 de junio de 2016    |              | Michelle Bachelet Jeria    |

#### Subdirectoras
| N.º | Subdirectora | Subdirectora                 | Partido | Inicio                   | Final                   | Presidente/a | Presidente/a               |
| --- | ------------ | ---------------------------- | ------- | ------------------------ | ----------------------- | ------------ | -------------------------- |
| 1   |              | María Teresa Chadwick Piñera | Ind.    | 3 de enero de 1991       | 11 de marzo de 1994     |              | Patricio Aylwin Azócar     |
| 2   |              | Paulina Veloso Valenzuela    | PS      | 11 de marzo de 1994      | 1 de marzo de 1997      |              | Eduardo Frei Ruiz-Tagle    |
| 3   |              | Natacha Molina García        | PS      | 1 de marzo de 1997       | 11 de marzo de 2000     |              | Eduardo Frei Ruiz-Tagle    |
| 4   |              | Kareen Herrera Esparza       | PDC     | 11 de marzo de 2000      | 2002                    |              | Ricardo Lagos Escobar      |
| 5   |              | Lissette García Bustamante   | PDC     | 2002                     | 15 de julio de 2004     |              | Ricardo Lagos Escobar      |
| 6   |              | Myriam Verdugo Godoy         | PDC     | 29 de septiembre de 2004 | 11 de marzo de 2006     |              | Ricardo Lagos Escobar      |
| 7   |              | Carmen Andrade lara          | PS      | 11 de marzo de 2006      | 29 de octubre de 2009   |              | Michelle Bachelet Jeria    |
| 8   |              | Andrea Reyes Saldías         | PDC     | 1 de noviembre de 2009   | 11 de marzo de 2010     |              | Michelle Bachelet Jeria    |
| 9   |              | María Paz Lagos              | Ind.    | 11 de marzo de 2010      | 2 de febrero de 2011    |              | Sebastián Piñera Echenique |
| 10  |              | Cecilia Pérez Jara           | RN      | 7 de febrero de 2011     | 21 de julio de 2011     |              | Sebastián Piñera Echenique |
| 11  |              | Jéssica Mualim Fajuri        | RN      | 19 de agosto de 2011     | 12 de noviembre de 2012 |              | Sebastián Piñera Echenique |
| 12  |              | Viviana Paredes Mendoza      | UDI     | 12 de noviembre de 2012  | 11 de marzo de 2014     |              | Sebastián Piñera Echenique |
| 13  |              | Gloria Maira Vargas          | IC      | 11 de marzo de 2014      | 30 de diciembre de 2015 |              | Michelle Bachelet Jeria    |
| 14  |              | Bernarda Pérez Carrillo      | IC      | 1 de febrero de 2016     | 3 de junio de 2016      |              | Michelle Bachelet Jeria    |

### SernamEG (Desde 2016)

#### Directoras
| N.º | Directora           | Directora                     | Partido | Inicio                 | Final                  | Presidente         | Presidente                 |
| --- | ------------------- | ----------------------------- | ------- | ---------------------- | ---------------------- | ------------------ | -------------------------- |
| 1   |                     | Laura Echeverría Correa       | PS      | 15 de junio de 2016    | 11 de marzo de 2018    |                    | Michelle Bachelet Jeria    |
| 2   |                     | Viviana Paredes Mendoza       | UDI     | 12 de julio de 2018    | 22 de abril de 2019    |                    | Sebastián Piñera Echenique |
| 3   |                     | Carolina Plaza Guzmán         | UDI     | 27 de enero de 2020    | 13 de marzo de 2021    |                    | Sebastián Piñera Echenique |
| 4   |                     | Johanna Olivares Gribbell (s) | RN      | 13 de marzo de 2021    | 3 de noviembre de 2021 |                    | Sebastián Piñera Echenique |
| 5   |                     | Vannina Masman León (s)       | Ind.    | 3 de noviembre de 2021 | 11 de marzo de 2022    |                    | Sebastián Piñera Echenique |
| 5   | 11 de marzo de 2022 | Vannina Masman León (s)       | Ind.    | 9 de agosto de 2022    |                        | Gabriel Boric Font |                            |
| 6   |                     | Priscilla Carrasco Pizarro    | Ind.    | 9 de agosto de 2022    | En el cargo            | Gabriel Boric Font |                            |

#### Subdirectoras
| N.º | Subdirectora        | Subdirectora                  | Partido | Inicio                  | Final                   | Presidente         | Presidente                 |
| --- | ------------------- | ----------------------------- | ------- | ----------------------- | ----------------------- | ------------------ | -------------------------- |
| 1   |                     | María Luisa España Le-feuvre  | PDC     | 15 de junio de 2016     | 1 de agosto de 2017     |                    | Michelle Bachelet Jeria    |
| 2   |                     | Patricia Campos Arancibia (s) | RN      | 11 de marzo de 2018     | 11 de noviembre de 2019 |                    | Sebastián Piñera Echenique |
| 3   |                     | Carolina Plaza Guzmán         | UDI     | 12 de noviembre de 2019 | 27 de enero de 2020     |                    | Sebastián Piñera Echenique |
| 4   |                     | Johanna Olivares Gribbell     | RN      | 4 de febrero de 2021    | 13 de marzo de 2021     |                    | Sebastián Piñera Echenique |
| 5   |                     | Vannina Masman León (s)       | Ind.    | 13 de marzo de 2021     | 3 de noviembre de 2021  |                    | Sebastián Piñera Echenique |
| 6   |                     | Johanna Olivares Gribbell     | RN      | 3 de noviembre de 2021  | 11 de marzo de 2022     |                    | Sebastián Piñera Echenique |
| 6   | 11 de marzo de 2022 | Johanna Olivares Gribbell     | RN      | En el cargo             |                         | Gabriel Boric Font |                            |

### Redes sociales
- Servicio Nacional de la Mujer y Equidad de Género de Chile en X (antes Twitter)
- Servicio Nacional de la Mujer y Equidad de Género de Chile en Instagram
- Servicio Nacional de la Mujer y Equidad de Género de Chile en Facebook

- Datos: Q6979447
- Multimedia: Servicio Nacional de la Mujer y la Equidad de Género / Q6979447